# Gewoon elfenbankje
Het gewoon elfenbankje (Trametes versicolor) is een schimmel die behoort tot de familie Polyporaceae. Het elfenbankje groeit het hele jaar en is een zeer algemene eenjarige saprofyt op stronken en takken van loofbomen. Het komt soms ook op sparren voor. De vruchtlichamen groeien aan één zijde van de stronk of tak. Het gewoon elfenbankje helpt mee met het afbreken van de afgevallen bladeren in het bos. Ook wordt deze schimmel in de biotechnologie veel gebruikt voor de productie van laccase, een lignine-afbrekend product dat vaak in de papierindustrie gebruikt wordt als bleekmiddel.

## Kenmerken

### Uiterlijke kenmerken
Het gewoon elfenbankje groeit dakpansgewijs in groepjes en heeft een witte rand met daarbinnen verschillend gekleurde zones: wit, beige, okergeel, (rood)bruin, grijs, blauw of zwartachtig. De stevige, waaiervormige hoeden zijn 3-8 cm groot en meestal niet dikker dan 2 mm. De poriën bestaan uit zeer kleine buisjes (drie tot vijf per mm), die witachtig tot crèmeachtig of gelig van kleur zijn.

### Microscopische kenmerken
De sporen hebben de vorm van een knakworstje en zijn wit tot bleekgeel en 4-6 × 1,5-2,5 µm groot.

## Afbeeldingen

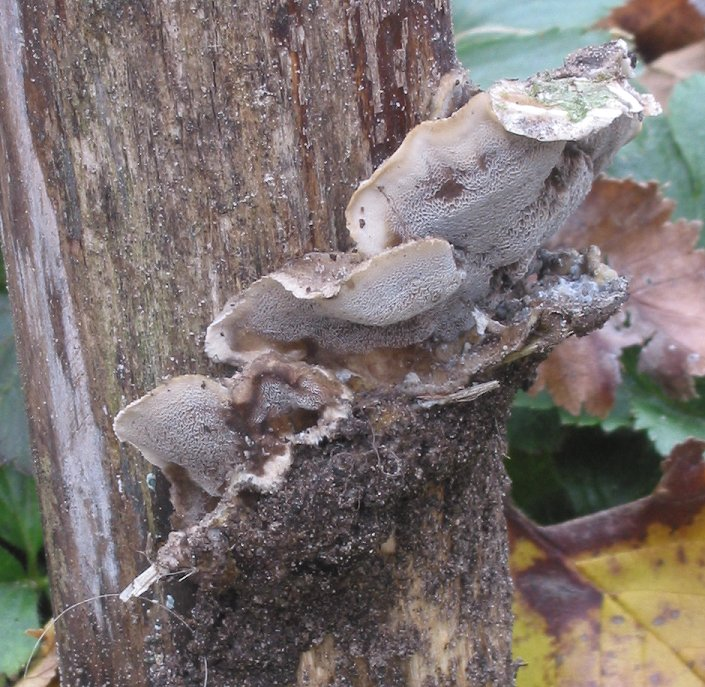
Elfenbankje op wilgenstok
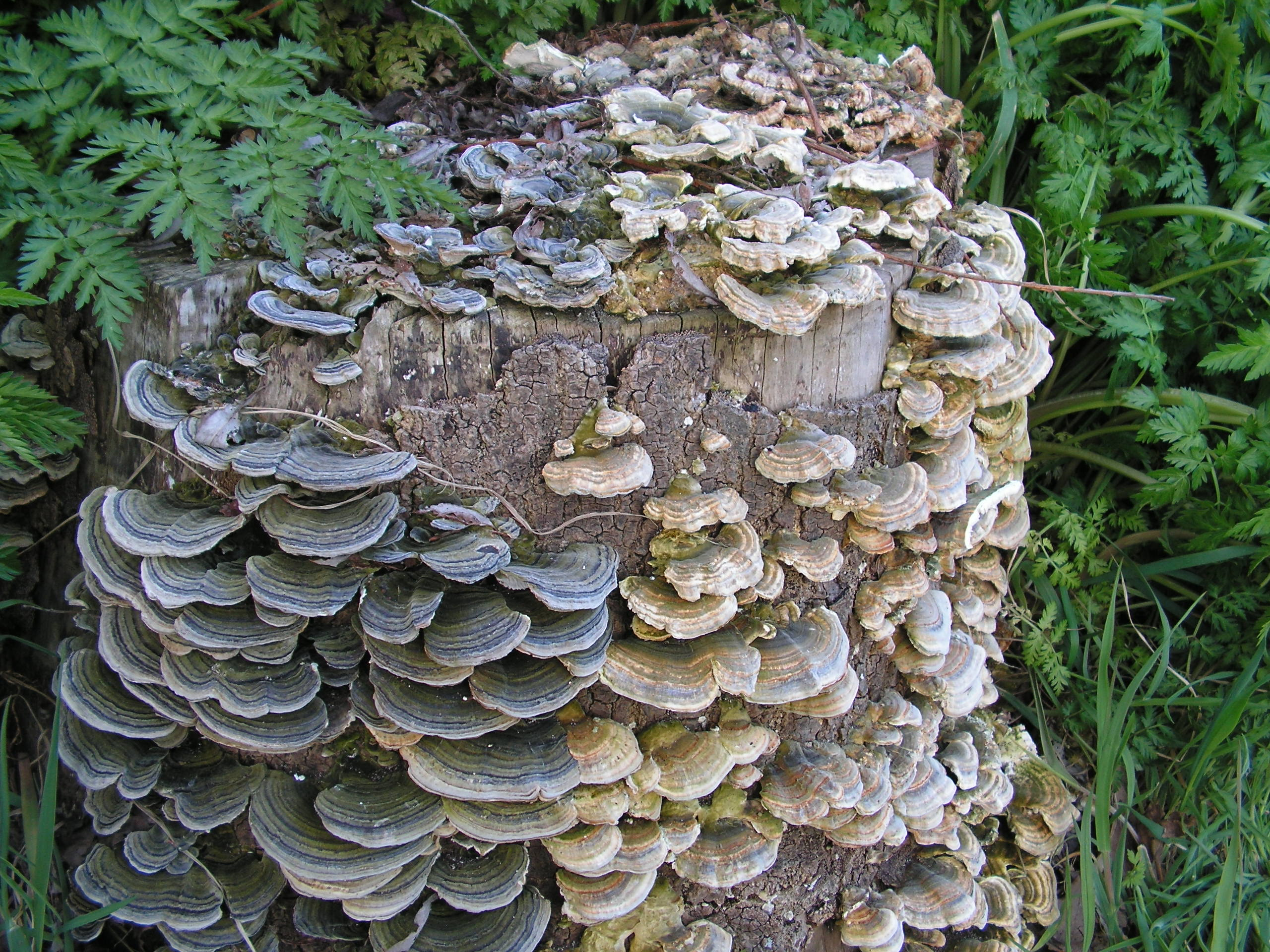
Twee kleurvarianten op een stronk
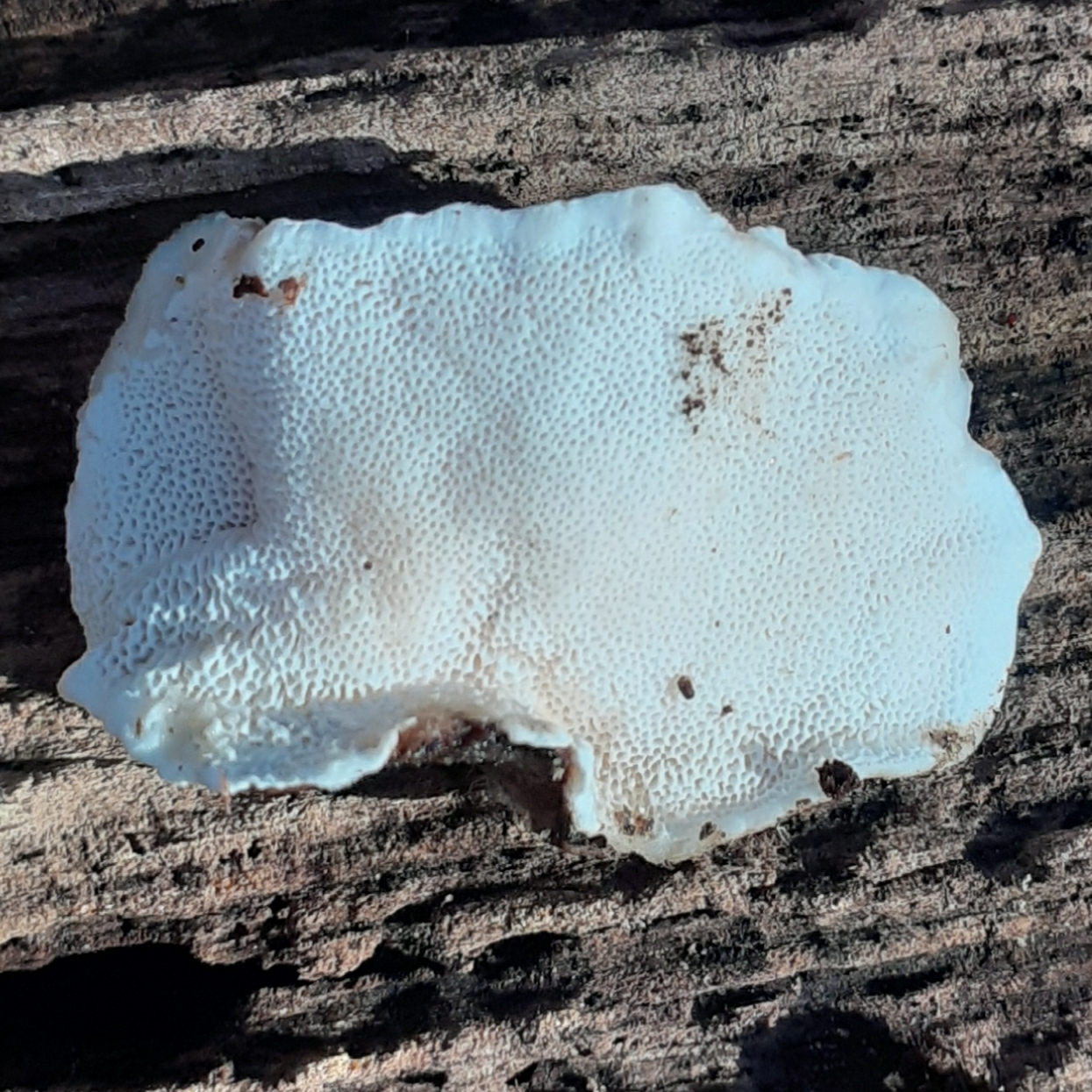
Onderzijde